# Graddonia
Graddonia is een monotypisch geslacht van schimmels uit de familie Tricladiaceae. Het bevat alleen Graddonia coracina.